# Pedemonte (Suisse)
Pour les articles homonymes, voir Pedemonte (homonymie).
Le Pedemonte  (en italien : Terre di Pedemonte) est une région du Tessin en Suisse.
Située dans le district de Locarno à l'entrée des Centovalli, cette région est arrosée par la rivière Melezza affluent de la Maggia. Elle est composée des communes de Cavigliano, Tegna, Verscio et Auressio,.
Au Moyen Âge, cette région est une communauté attachée à la pieve de Locarno. À la suite de la séparation de Tegna, en 1464, la commune paroissiale se nomme Commune maggiore di Pedemonte. Le village d'Auressio se sépare de la commune en 1798. Avec la création du canton du Tessin, en 1803, la commune de Pedemonte est attachée au district de Locarno et la commune politique de Cavigliano est créé.
Les trois communes de Cavigliano, Tegna et Verscio ont prévu de fusionner pour former une nouvelle commune de Pedemonte. Ce projet a échoué en votation, le 22 septembre 2002, en raison de l'opposition de Tegna.
À Intragna se trouve le musée régional des Centovalli et du Pedemonte, ouvert en 1989.

## Sources
- (it) Cet article est partiellement ou en totalité issu de l’article de Wikipédia en italien intitulé « Terre di Pedemonte » (voir la liste des auteurs).
- « Pedemonte (Suisse) » dans le Dictionnaire historique de la Suisse en ligne, version du 8 avril 2009.